# Новодмитрівський заказник
Новодмитрівський заказник — ландшафтний заказник місцевого значення. Об'єкт розташований на території Барвінківського району Харківської області, село Нова Дмитрівка.
Охороняється верхів'я балки з цілинними ділянками типчаково-різнотравних степів. Заказник має особливу цінність через майже суцільну розораність довколишніх територій.
Площа — 209,2 га, статус отриманий у 2002 році.